# Förstakammarvalet i Sverige 1959
Förstakammarvalet i Sverige 1959 var ett val i Sverige till Sveriges riksdags första kammare. Valet hölls i den sjunde valkretsgruppen i september månad 1959 för mandatperioden 1960-1967.
Tre valkretsar utgjorde den sjunde valkretsgruppen: Kalmar läns och Gotlands läns valkrets, Skaraborgs läns valkrets och Kopparbergs läns valkrets. Ledamöterna utsågs av valmän från det landsting som valkretsarna motsvarade.   
Ordinarie val till den sjunde valkretsgruppen hade senast ägt rum 1951.

## Valmän
| Landsting    | H    | C    | F    | S    | Totalt |
| ------------ | ---- | ---- | ---- | ---- | ------ |
| Landsting    |      |      |      |      | Totalt |
| Kalmar norra | 18   | 19   | 4    | 34   | 75     |
| Kalmar södra | 18   | 19   | 4    | 34   | 75     |
| Gotland      | 18   | 19   | 4    | 34   | 75     |
| Skaraborg    | 13   | 14   | 12   | 21   | 60     |
| Kopparberg   | 11   | 10   | 10   | 39   | 70     |
| Totalt       | 42   | 43   | 26   | 94   | 205    |
| %            | 20,5 | 21,0 | 12,7 | 45,8 | 100,0  |

## Mandatfördelning
Den nya mandatfördelningen som gällde vid riksdagen 1960 innebar att Socialdemokraterna behöll egen majoritet. 
| Parti  | Parti                        | FK 1959 | 7:e valkretsgruppen | 7:e valkretsgruppen | 7:e valkretsgruppen | FK 1960 |
| Parti  | Parti                        | FK 1959 | Innan               | Efter               | Ändring             | FK 1960 |
| ------ | ---------------------------- | ------- | ------------------- | ------------------- | ------------------- | ------- |
|        | Socialdemokraterna           | 79      | 9                   | 8                   | ▼1                  | 78      |
|        | Folkpartiet                  | 32      | 2                   | 2                   | ▬                   | 32      |
|        | Centerpartiet                | 22      | 4                   | 4                   | ▬                   | 22      |
|        | Högerpartiet                 | 16      | 2                   | 3                   | ▲1                  | 17      |
|        | Sveriges kommunistiska parti | 2       | 0                   | 0                   | ▬                   | 2       |
| Totalt | Totalt                       | 151     | 17                  | 17                  | ▬                   | 151     |

## Invalda riksdagsledamöter
Kalmar läns och Gotlands läns valkrets:
- Lars Schött, h
- Nils Larsson, c
- Ivan Svanström, c
- Arvid Hellebladh, s
- Bertil Petersson, s
- Georg Pettersson, s

Skaraborgs läns valkrets:
- Ivar Virgin, h
- Harald Pettersson, c
- Josef Nord, fp
- Birger Anderson, s
- John Ericsson, s

Kopparbergs läns valkrets:
- Birger Gezelius, h
- Erik Carlsson, c
- Stig Stefanson, fp
- Karl Damström, s
- Einar Persson, s
- Gustaf Snygg, s